# Terpsiphone floris
Terpsiphone floris (монарх-довгохвіст флореський) — вид горобцеподібних птахів родини монархових (Monarchidae). Ендемік Індонезії. Раніше вважався конспецифічним зі східним монархом-довгохвостом.

## Підвиди
Виділяють два підвиди:
- T. f. sumbaensis Meyer, AB, 1894 — острів Сумба;
- T. f. floris Büttikofer, 1894 — острови Сумбава, Флорес, Лембата[en] і Алор.

## Поширення і екологія
Флореські монархи-довгохвости мешкають на Малих Зондських островах. Вони живуть у вологих тропічних лісах, на узліссях і галявинах. Живляться комахами, яких ловлять в польоті.